# Andrew Rannells
Andrew Scott Rannells (sinh ngày 23/8/1978) là nam diễn viên, nghệ sĩ lồng tiếng và ca sĩ người Mỹ.

## Thời thơ ấu
Rannells sinh ra tại Omaha, Nebraska, anh là con trai của bà Charlotte và ông Ronald Rannells. Gia đình anh có năm anh chị em, ba gái và hai trai. Rannells là người gốc Ba Lan và Ireland.
Anh từng theo học trung học Creighton Preparatory, một trường Công giáo cho nam sinh tại Omaha.

## Đời tư
Rannells là người đồng tính, anh chia sẻ mình nhận ra điều này từ khi còn học trung học phổ thông. Năm 18 tuổi, anh công khai với gia đình nhưng cha mẹ anh lúc đó đã biết trước rồi.

## Danh sách phim

### Điện ảnh
| Năm  | Tên                | Vai             | Ghi chú |
| ---- | ------------------ | --------------- | ------- |
| 2010 | Sex and the City 2 |                 |         |
| 2012 | Bachelorette       | Manny           |         |
| 2015 | The Intern         | Cameron         |         |
| 2016 | Why Him?           | Blaine Pederman |         |
| 2018 | A Simple Favor     | Darren          |         |